# Frischhofsbach
Der Frischhofsbach ist ein linksseitiger Zufluss der Ems in Rheine.

## Verlauf
Der Bach entspringt nördlich des Ortskern von Burgsteinfurt und fließt in nordöstlicher Richtung zur Ems. Er durchfließt die Steinfurter Bauerschaft Hollich, durchquert die Südspitze der Gemeinde Neuenkirchen in Clemenshafen und erreicht zwischen den Rheiner Ortsteilen Hauenhorst und Mesum die Ems. In Clemenshafen kreuzt der Bach den Max-Clemens-Kanal und den Münsterländer Kiessandzug.

## Name

„Freischholz Bach“ auf einer Karte von 1842

Der Name Frischhofsbach geht zurück auf den Schreibfehler eines Kartografen, der diese Bezeichnung in einer Landkarte verwendete. Der ursprüngliche Name lautete etwa „Freischholz Bach“, nach der ehemaligen Allmende „dat vreesche Holt“, die der Bach durchfließt. Das einst riesige Waldgebiet wurde „vreesche Holt“ oder auch „freische Holz“ genannt und das bedeutete so viel wie „Schreckensholz“.

## Kooperation Landwirtschaft – Wasserwirtschaft
Die Trinkwasserförderung aus dem Münsterländer Kiessandzug übersteigt die natürliche Grundwasserneubildung. Deshalb wird in Hauenhorst Wasser aus dem Frischhofsbach entnommen und in Versickerungsbecken auf dem Kiessandzug in Neuenkirchen eingeleitet. Zur langfristigen Sicherung der guten Wasserqualität im Bach, wurde im Einzugsbereich des Frischhofsbach (30 km²) am 30. Juni 1990 die erste Kooperation zwischen Landwirtschaft und Wasserwirtschaft in Nordrhein-Westfalen gegründet.